# Giancarlo Neri
Giancarlo Neri (Napoli, 1955) è uno scultore e artista italiano.

## Biografia

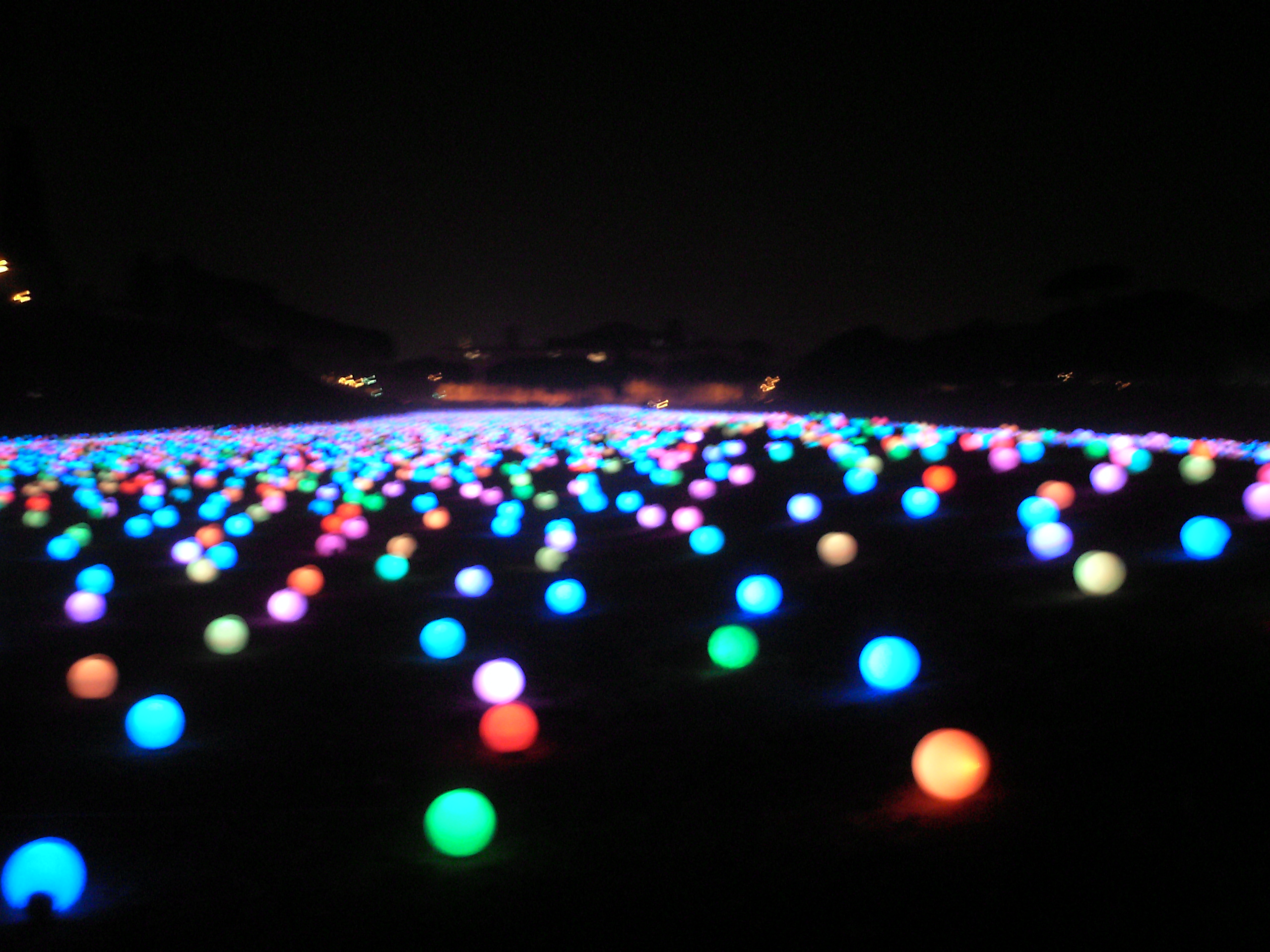
L'installazione Massimo Silenzio al Circo Massimo di Roma nel 2007

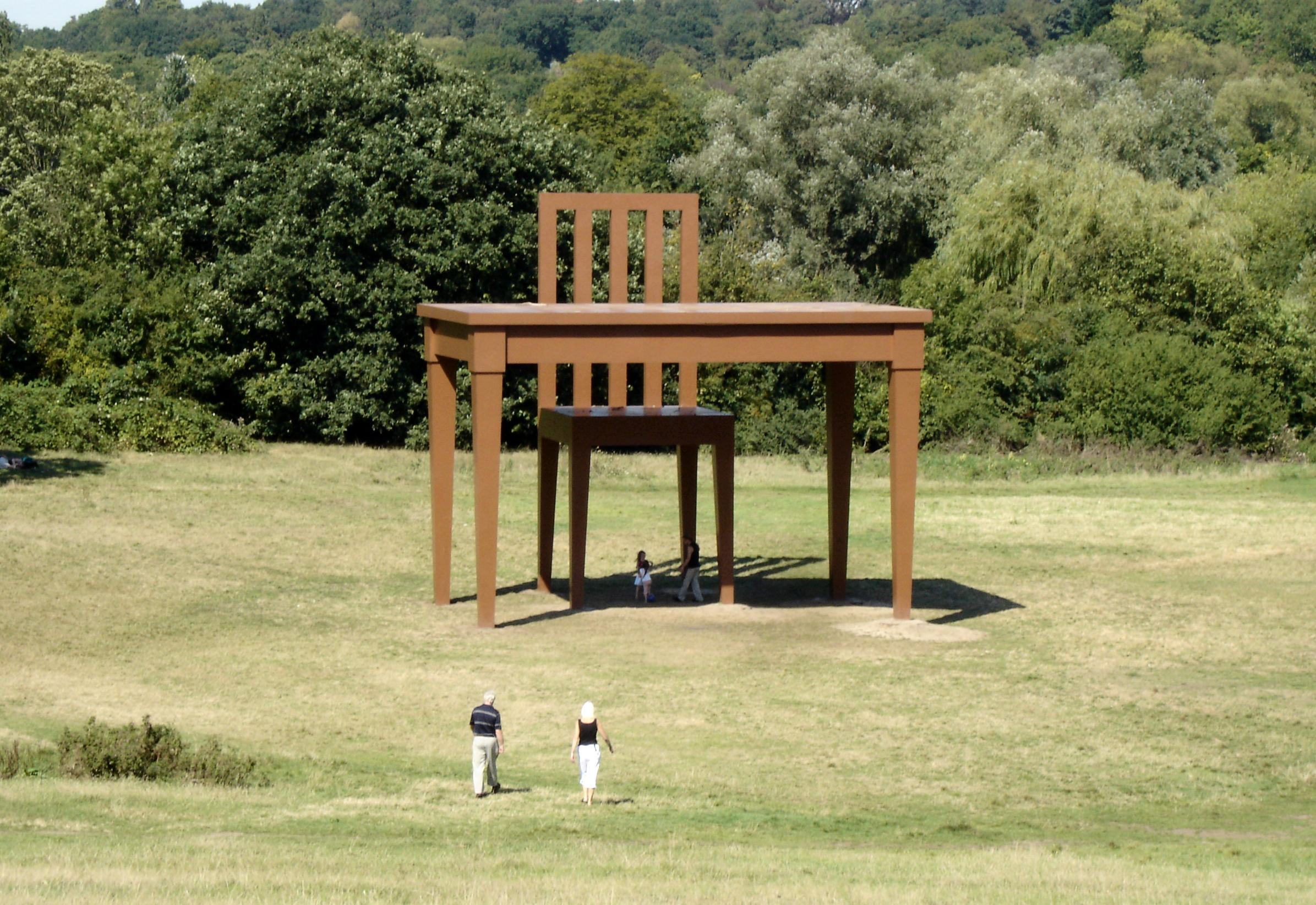
L'opera Lo Scrittore all'Hampstead Heath di Londra.

Nato a Napoli, nel 1978 si è trasferito a New York per giocare da calciatore professionista nei New York Apollo nell'American Soccer League. Due anni dopo ha lasciato il calcio diventando artista a tempo pieno, dopo aver studiato pittura e scultura alla Arts Students League di New York. Lavora tra Stati Uniti, Italia e Brasile. Attualmente vive perlopiù a Roma e il suo studio professionale principale è a Rio de Janeiro.
È noto soprattutto per l'opera Lo Scrittore, una scrivania con sedia gigante, alta 9 metri, esibita nel parco di Villa Ada di Roma e all'Hampstead Heath di Londra (ora installata nel Parco di Monza) e per l'installazione Massimo Silenzio, un tappeto di circa 10.000 lampade sferiche disposte sul terreno del Circo Massimo di Roma, e inaugurato il 6 settembre 2007, in occasione della Notte bianca di Roma. 

## Vita privata
Per alcuni anni è stato sposato con l'attrice Monica Scattini. La coppia ha vissuto a New York fino al divorzio.

## Opere

### Installazioni e mostre
- Esame finestra, Union Square, New York, 1982
- Novelune, West 4th Street, New York, 1988
- Still Night, Clocktower Gallery, New York, 1989
- A Monument to Bureaucracy, International Sculpture Center, Washington, 1990
- 153 Sedie, Mostra d'Oltremare, Napoli, 1990
- H.T. (Holy Tunnel), Canal Street, New York, 1991
- 180 sedie a Capri, via Krupp, Capri (NA), 1991
- Fiatoyolada, Lista fyr, Farsund, 1992
- Il gol immpossibil, Giro della Rocca, Spoleto (PG), 1992
- Sedie sul mare, Baia di Positano (SA), 1994
- Nericottero, Radicofani (SI), 1997
- Cavallone, Castel dell'Ovo, Napoli, 1997
- Pasquale, Infobox Ilva, Bagnoli, Napoli, 1998
- A obra prima, Museu de Repùblica, Rio de Janeiro, 2000
- Ventiladouro, Museu de Repùblica, Rio de Janeiro, 2000
- Napoli da lontano, Fondazione C.Rendano, Napoli, 2002
- Cadeira ilùstre, Castelinho do Flamengo, Rio de Janeiro, 2003
- The writer / Lo scrittore, Roma, Londra e Monza, 2005-2007
- Massimo silenzio, Circo Massimo, Roma, 2007
- Monumento pobre, Plaza Monroy, La Paz, 2007
- Maximo silencio, Esplanada del Rey, Madrid, 2008
- Luna & Laltra, Castel Sant'Elmo, Napoli, 2008
- Tanto di cappello, Castelmezzano (PZ), 2008
- The Color of Silence, Nad Al Sheba Racecourse, Dubai, 2009
- Barocco binario, Stazione di Napoli Centrale, Napoli, 2009
- Gloria!, Hotel Gloria, Rio de Janeiro, 2009
- Vincere si deve la sorte, Cretto di Burri, Gibellina (TP), 2010
- Voi siete qui, Piazza San Domenico Maggiore, Napoli, 2010
- Presidente Mao, Galeria Progetti, Rio de Janeiro, 2011
- Màximo silencio em Paris, Praça Paris, Rio de Janeiro, 2012
- Parole parole, Rome Painting Show, Roma, 2014
- Latinorum, Case romane del Celio, Roma, 2014[1]
- Mistério Napolitano, Travessa do Marta Pinto, Belém, 2014[2]
- Luninaria, San Martino Valle Caudina (AV), 2018
- Acquaseduta,  San Martino Valle Caudina (AV), 2019

### Sculture
- Lavoro precario, ferro e ghisa, 1998
- Regina, ferro, 1998
- Riposo, ferro, 1998
- Serpente, ferro, 1998
- Tempio ILVA, acciaio e ferro, 1998
- Ferro e fuoco, ferro, 1999
- L'urlo, ferro e ghisa, 1999
- La Madonna della chiave, ferro e ghisa, 1999
- Punti di vista, ferro, 1999
- Un mazzo tanto, ferro e corda, 1999
- Valvole Gemelle Kessler, ferro dipinto, 1999
- Ballerina, ferro, 2000
- Don Chisciotte, ferro e ghisa, 2000
- Il nonsense della misura, ferro e latta, 2000
- Ilva cornuta, ferro e ghisa, 2000
- La classe operaia va in paradiso, ferro e ghisa, 2000
- MPTV, ferro e ghisa, 2000
- Mutandone 69, ferro, 2000
- Muro interattivo, ferro, 2000
- N°8, ferro dipinto, 2000
- Scala B, ferro, 2000
- Squadra speciale, ferro e ghisa, 2000
- Tremenda vendetta, ferro e ghisa, 2000
- Dump, ferro, 2005
- Ground Zero design competition - Last place project, ferro, 2005
- Guard(a), ferro, 2005
- Just a handout, ferro, 2005
- Lunch break, ferro, 2005
- Roma 2005, ferro, 2005
- Social climbing, ferro, 2005
- The fall guy, ferro, 2005
- The lounge bar (la barra sdraiata), ferro, 2005
- Talk about art, ferro, 2005
- Talk about art too, ferro, 2005
- Tall order (sedia con spalliera altissima), ferro, 2005
- Tell me about it, ferro, 2005
- Where the critics like to be, ferro, 2005
- Duchampo, porcellana, 2007
- You are here / Voi siete qui, ferro dipinto, 2008
- Templi moderni, ceramica, 2010